# Fortifications de Bruxelles

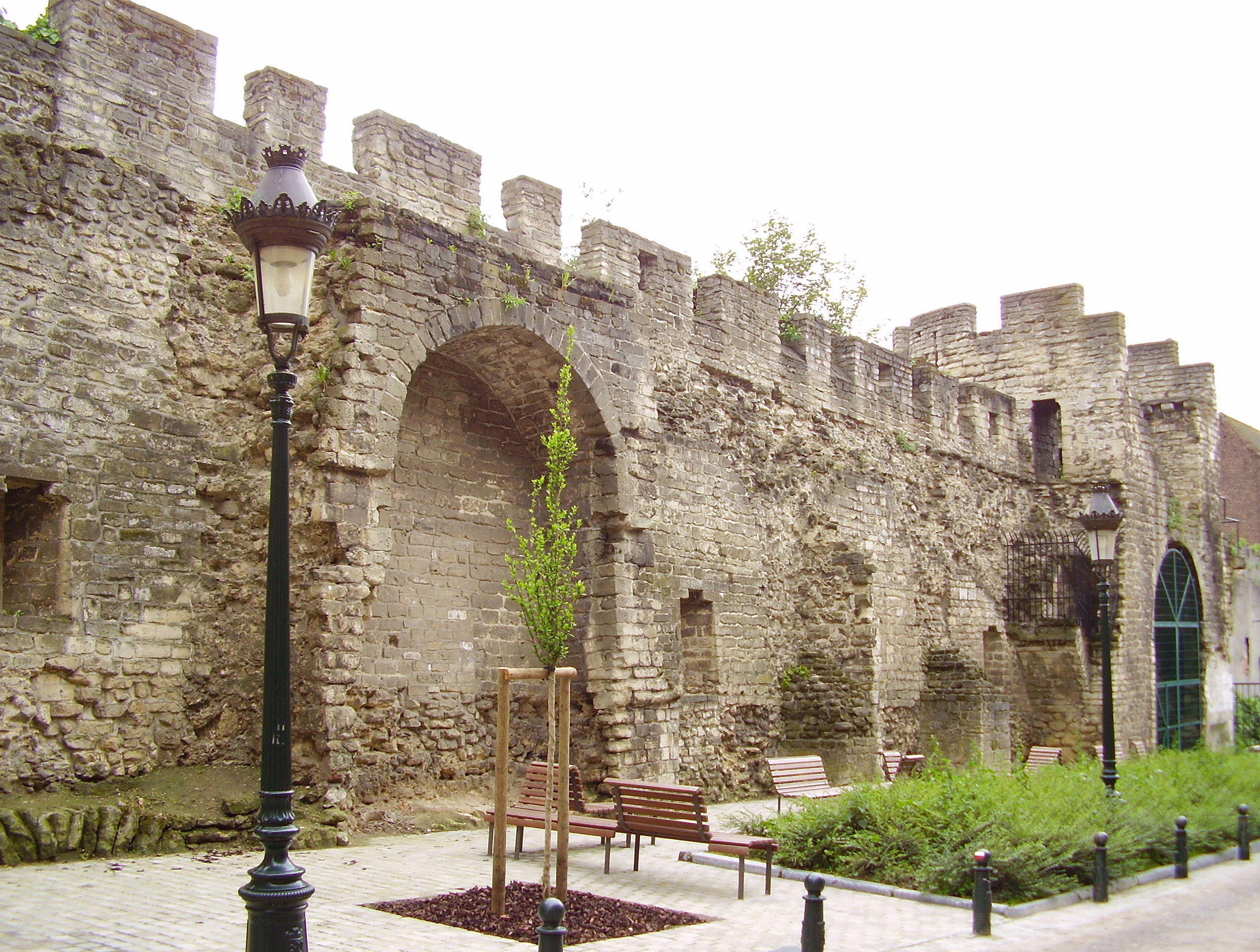
Première enceinte, rue de Villers, Bruxelles.

Les fortifications de Bruxelles comportent plusieurs dispositifs :
- l’enceinte de Bruxelles et ses portes de ville ;
  - la première enceinte de Bruxelles ;
  - la seconde enceinte de Bruxelles ;
- le fort Jaco ;
- le fort de Monterey.